# الفضاة (القطن)
'

تعديل مصدري - تعديل

الفضاة هي إحدى قرى عزلة القطن بمديرية القطن التابعة لمحافظة حضرموت، بلغ تعداد سكانها 487 نسمة حسب تعداد اليمن لعام 2004.